# Плеяди
Тази статия се отнася за митичните персонажи. За звездния куп вижте Плеяди (звезден куп).
Плеядите (на гръцки: Πληιόνης) в древногръцка митология са седемте дъщери на титана Атлант и океанидата Плейона (или може би - на техни жрец и жрица).

## Състав
1. Алкиона, любима на Посейдон и майка на прочутия с богатството си беотийски цар Хирией.
2. Меропа, единствената, чиято любовна връзка е със смъртен човек (съпруга на Сизиф, съответно - царица на град Коринт, Гърция).
3. Келено, любима на Посейдон, която ражда сина му Лик.
4. Електра, родила от брака със Зевс – Дардан, основателя на царската династия в Троя, и Ясион.
5. Стеропа или Астеропа („мълния“), майка на Еномай от Арес.
6. Тайгета, майка на Лакедемон от Зевс.
7. Майя – най-възрастната от Плеядите, майката на Хермес от Зевс.

## Съзвездието Плеяди
Общото им име идва от това на богинята Плейона. Според митологията, те са преследвани от ловеца-великан Орион (Hes. Opp. 619), докато Зевс, за да ги спаси от похотта му, ги превръща в гълъби и ги после възнася на небето във вид на съзвездие за да не бъдат застреляни от знаменития ловджия. 6 звезди от този звезден куп светят ярко, но Меропа почти не се вижда (с просто око). Легендата гласи в духа на анимизма (приписване на свойства на живи и одушевени обекти на неживи и неодушевени), че тя свети по-слабо, заради срама на сестрите си, че тя се омъжила за смъртен (Ps.-Eratosth. 23).
В астрономията се е установила друга, латинизирана традиция за произнасянето на някои от имената на Плеядите, вместо идващата от гръцкото произношение: Алциона вместо Алкиона (това е най-ярката звезда на Плеядите), Целена или Целено вместо Келено, Астеропа вместо Стеропа (при наблюдение с телескоп става видно, че това са всъщност 2 звезди).